# Panzer-Division Tatra
Die Panzer-Feldausbildungs-Division Tatra, kurz Pz.Feldausb.Div Tatra, später 232. Panzer-Division wurde im August 1944 aus Truppen des deutschen Ersatzheeres für die Zerschlagung des Slowakischen Nationalaufstandes aufgestellt.

## Name
Der Name „Tatra“ bezieht sich auf das Tatra-Gebirge, einen Teil der Karpaten, das im Gebiet der Slowakei und Polens liegt.

## Geschichte
Die deutsche Panzer-Division Tatra wurde im August 1944 aus verschiedenen Panzerabteilungen und Pionieren des Deutschen Ersatzheeres zusammengestellt, die der Heeresgruppe Süd unterstellt waren. Im Wesentlichen bestand sie aus Ausbildungseinheiten der Wehrmacht, die den Slowakischen Nationalaufstand niederschlagen sollten. Dies geschah ab 9. Oktober 1944 unter der Leitung von Generalleutnant Friedrich-Wilhelm von Loeper. Im Februar 1945 wurde die Panzer-Division Tatra umbenannt und wurde zur 232. Panzer-Division. Als solche kämpfte sie gegen die Rote Armee, bis sie an der Raab in Österreich zerschlagen wurde.

## Kommandeure
- Generalleutnant Friedrich-Wilhelm von Loeper – ab 9. Oktober 1944
- Generalmajor Hans-Ulrich Back – von der Umbenennung im Februar bis März 1945 (Zerschlagung)

## Gliederung
| Panzer-Feldausbildungs-Division Tatra 1944                                                      | 232. Panzer-Division                                            |
| ----------------------------------------------------------------------------------------------- | --------------------------------------------------------------- |
| - Panzer-Kompanie                                                                               | - Panzer-Abteilung Tatra                                        |
| - Panzer-Grenadier- und Ausbildungs-Regiment 82 - Panzer-Grenadier- und Ausbildungs-Regiment 85 | - Panzer-Grenadier-Regiment 101 - Panzer-Grenadier-Regiment 102 |
| - Panzerjäger-Kompanie                                                                          | - schwere Panzerjäger-Kompanie Tatra                            |
| - Pionier-Kompanie                                                                              | - 1. und 2. Pionier-Kompanie (motorisiert) 80                   |
|                                                                                                 | - Artillerie-Abteilung Tatra                                    |
|                                                                                                 | - Flak-Batterie Tatra                                           |
|                                                                                                 | - Panzer-Nachrichten-Kompanie (motorisiert)                     |
|                                                                                                 | - Divisions-Versorgungs-Kompanie (motorisiert)                  |
| - Feldersatz-Bataillon                                                                          |                                                                 |